# Selettore di fuoco

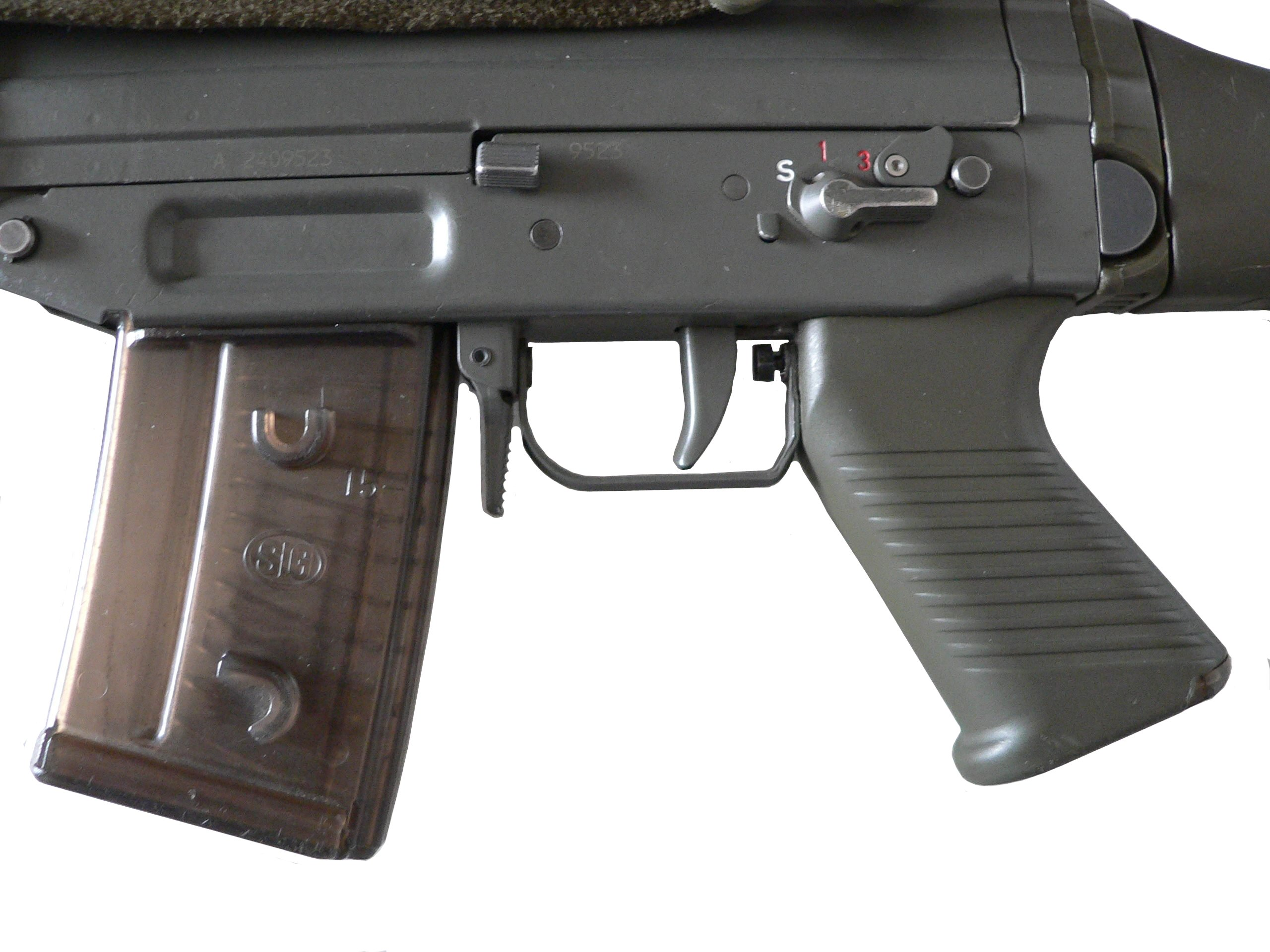
Un fucile SG 550 con selettore di fuoco. Il selettore può essere messo in posizione "sicura" (S), raffica di un colpo o tre colpi (1 e 3 in colore rosso), o in modalità automatica, coperta da un bottone di protezione nell'immagine.

Il selettore di fuoco è un dispositivo di un'arma da fuoco (un'arma automatica o arma semi-automatica) che ne modifica la modalità di fuoco.

## Modalità selezionabili
Il selettore di fuoco può arrivare ad avere quattro posizioni:
1. Sicura: in cui il grilletto o comunque i meccanismi di scatto rimangono bloccati, impedendo uno sparo accidentale;
2. Modalità semiautomatica: ad ogni pressione del grilletto corrisponde lo sparo di una singola cartuccia;
3. Modalità a raffica: solitamente da 2 o 3 colpi. Ad ogni pressione del grilletto vengono sparati in successione soltanto i colpi previsti;
4. Modalità automatica (in inglese full auto): in cui una volta premuto il grilletto l'arma spara un colpo dietro l'altro fino all'esaurimento dei colpi o fino a quando il grilletto non viene rilasciato.